# Sphodros abboti
Sphodros abboti är en spindelart som beskrevs av Charles Athanase Walckenaer 1835. Sphodros abboti ingår i släktet Sphodros och familjen pungnätsspindlar. Inga underarter finns listade i Catalogue of Life.